# Nexosa
Nexosa is een geslacht van vlinders van de familie bladrollers (Tortricidae), uit de onderfamilie Chlidanotinae.

## Soorten
- N. aureola Diakonoff, 1977
- N. hexaphala (Meyrick, 1912)
- N. marmarastra (Meyrick, 1932)
- N. picturata (Meyrick, 191, 1912)